# Winter-Asienspiele 2025/Teilnehmer (Bhutan)
| Gelbes Symbol für Goldmedaillen mit stilisierten Olympischen Ringen | Graues Symbol für Silbermedaillen mit stilisierten Olympischen Ringen | Braundes Symbol für Bronzemedaillen mit stilisierten Olympischen Ringen |
| ------------------------------------------------------------------- | --------------------------------------------------------------------- | ----------------------------------------------------------------------- |
| —                                                                   | —                                                                     | —                                                                       |

Bhutan nahm an den Winter-Asienspiele 2025 in Harbin teil. Es war die erste Teilnahme Bhutans an Winter-Asienspielen.

## Teilnehmer nach Sportarten

### Ski Alpin
| Athleten      | Wettbewerbe | 1. Lauf | 1. Lauf | 2. Lauf | 2. Lauf | Gesamt | Gesamt |
| Athleten      | Wettbewerbe | Zeit    | Rang    | Zeit    | Rang    | Zeit   | Rang   |
| ------------- | ----------- | ------- | ------- | ------- | ------- | ------ | ------ |
| Männer        |             |         |         |         |         |        |        |
| Chencho Dorje | Slalom      | k. A.   | k. A.   | k. A.   | k. A.   | k. A.  | 23     |

Dorje schien aufgrund von Problemen mit seiner FIS-Lizenz nicht in den offiziellen Ergebnislisten auf, beendete das Rennen jedoch auf Rang 23.